# U-17-Fußball-Asienmeisterschaft 1992
Die fünfte U-17-Fußball-Asienmeisterschaft wurde 1992 in Saudi-Arabien ausgetragen. Das Turnier wurde im September 1992 ausgespielt. Sieger wurde China durch einen Sieg im Elfmeterschießen gegen Katar. Die beiden Finalisten qualifizierten sich für die U-17-Fußball-Weltmeisterschaft 1993.

## Qualifikation
Saudi-Arabien war als Gastgeber für die Endrunde gesetzt. Die übrigen Nationen ermittelten in fünf Gruppen die weiteren Teilnehmer.

### Gruppe 1
| Pl. | Verein                       | Sp. | S | U | N | Tore    | Diff. | Punkte |
| --- | ---------------------------- | --- | - | - | - | ------- | ----- | ------ |
| 1.  | Vereinigte Arabische Emirate | 2   | 1 | 1 | 0 | 004:100 | +3    | 03:10  |
| 2.  | Kuwait                       | 2   | 0 | 1 | 1 | 001:400 | −3    | 01:30  |

Der Oman verzichtete auf eine Teilnahme.

### Gruppe 2
| Pl. | Verein  | Sp. | S | U | N | Tore    | Diff. | Punkte |
| --- | ------- | --- | - | - | - | ------- | ----- | ------ |
| 1.  | Bahrain | 3   | 2 | 1 | 0 | 005:200 | +3    | 05:10  |
| 2.  | Katar   | 3   | 1 | 2 | 0 | 003:200 | +1    | 04:20  |
| 3.  | Iran    | 3   | 0 | 2 | 1 | 003:500 | −2    | 02:40  |
| 4.  | Jemen   | 3   | 0 | 1 | 2 | 001:300 | −2    | 01:50  |

### Gruppe 3
Die Gruppe 3 spielte vom 3. bis 12. Mai 1992 in Rajshahi, Bangladesch.
| Pl. | Verein      | Sp. | S | U | N | Tore    | Diff. | Punkte |
| --- | ----------- | --- | - | - | - | ------- | ----- | ------ |
| 1.  | Bangladesch | 4   | 4 | 0 | 0 | 015:000 | +15   | 08:0   |
| 2.  | Nepal       | 4   | 3 | 0 | 1 | 004:900 | −5    | 06:20  |
| 3.  | Indien      | 4   | 2 | 0 | 2 | 009:400 | +5    | 04:40  |
| 4.  | Pakistan    | 4   | 0 | 1 | 3 | 001:500 | −4    | 01:70  |
| 5.  | Malediven   | 4   | 0 | 1 | 3 | 001:120 | −11   | 01:70  |

### Gruppe 4
Die Gruppe 4 sollte ursprünglich eine Vorqualifikation der Nationalmannschaften von Hongkong, Macau, Taiwan, den Philippinen, Vietnam und Guam umfassen. Die Ergebnisse dieser Runde sind nicht bekannt.
| Pl. | Verein     | Sp. | S | U | N | Tore    | Diff. | Punkte |
| --- | ---------- | --- | - | - | - | ------- | ----- | ------ |
| 1.  | Thailand   | 3   | 3 | 0 | 0 | 021:000 | +21   | 06:0   |
| 2.  | Indonesien | 3   | 2 | 0 | 1 | 003:500 | −2    | 04:20  |
| 3.  | Singapur   | 3   | 1 | 0 | 2 | 002:130 | −11   | 02:40  |
| 4.  | Malaysia   | 3   | 0 | 0 | 3 | 001:900 | −8    | 0:60   |

### Gruppe 5
Die Gruppe 5 spielte vom 24. bis 28. Mai in Peking, Volksrepublik China.
| Pl. | Verein    | Sp. | S | U | N | Tore    | Diff. | Punkte |
| --- | --------- | --- | - | - | - | ------- | ----- | ------ |
| 1.  | China     | 3   | 3 | 0 | 0 | 010:100 | +9    | 06:0   |
| 2.  | Nordkorea | 3   | 2 | 0 | 1 | 006:500 | +1    | 04:20  |
| 3.  | Japan     | 3   | 0 | 1 | 2 | 003:800 | −5    | 01:50  |
| 4.  | Südkorea  | 3   | 0 | 1 | 2 | 002:700 | −5    | 01:50  |

## Endrunde
Die Endrunde wurde im September 1992 ausgetragen.

### Gruppe A
| Pl. | Verein        | Sp. | S | U | N | Tore    | Diff. | Punkte |
| --- | ------------- | --- | - | - | - | ------- | ----- | ------ |
| 1.  | Nordkorea     | 3   | 2 | 1 | 0 | 005:000 | +5    | 05:10  |
| 2.  | Saudi-Arabien | 3   | 1 | 2 | 0 | 004:000 | +4    | 04:20  |
| 3.  | Bahrain       | 3   | 1 | 1 | 1 | 006:400 | +2    | 03:30  |
| 4.  | Bangladesch   | 3   | 0 | 0 | 3 | 002:130 | −11   | 0:60   |

### Gruppe B
| Pl. | Verein                       | Sp. | S | U | N | Tore    | Diff. | Punkte |
| --- | ---------------------------- | --- | - | - | - | ------- | ----- | ------ |
| 1.  | China                        | 3   | 2 | 1 | 0 | 003:100 | +2    | 05:10  |
| 2.  | Katar                        | 3   | 2 | 0 | 1 | 005:300 | +2    | 04:20  |
| 3.  | Thailand                     | 3   | 1 | 0 | 2 | 003:500 | −2    | 02:40  |
| 4.  | Vereinigte Arabische Emirate | 3   | 0 | 1 | 2 | 003:500 | −2    | 01:50  |

### Halbfinale
|           |   |               |     |
| China     | – | Saudi-Arabien | 4:1 |
| Nordkorea | – | Katar         | 1:2 |

### Spiel um den dritten Platz
|               |   |           |     |
| Saudi-Arabien | – | Nordkorea | 2:1 |

### Finale
|       |   |       |                |
| China | – | Katar | 2:2, 8:7 i. E. |

## Ergebnis
Die Finalisten China und Katar sowie Gastgeber Japan qualifizierten sich für die U-17-Fußball-Weltmeisterschaft 1993.